# Городилово (Удмуртия)
Городилово — деревня в Кизнерском районе Удмуртии, входит в Верхнебемыжское сельское поселение. Находится в 15 км к востоку от Кизнера, в 33 км к юго-западу от Можги и в 108 км к юго-западу от Ижевска.